# Addetto all'accettazione
L'addetto all'accettazione è una figura professionale che si trova all'interno degli aeroporti. È in realtà un addetto di scalo ed è inserito nella mansione di impiegato.
Ha il compito di registrare i passeggeri all'accettazione, controllare la validità dei loro documenti e visti, emettere le carte di imbarco, registrare ed etichettare i bagagli da imbarcare. Inoltre si occupa anche dell'imbarco dei passeggeri all'uscita ed è dotato di uno speciale tesserino (lasciapassare) che gli consente di entrare nelle zone sterili dell'aeroporto per compiere il suo lavoro (soprattutto al gate e sul piazzale nel caso di assistenze particolari).
L'addetto all'accettazione è un dipendente della società che effettua i servizi di movimentazione all'aeromobile. Per poter svolgere questa mansione si richiede il possesso di un diploma di scuola media superiore e la padronanza della lingua inglese oltre che una propensione per la comunicazione e le relazioni con il pubblico/passeggeri.
Di solito la persona frequenta il corso base per addetto all'accettazione, alcuni corsi sulla sicurezza aeroportuale (obbligatori per ottenere il tesserino/lasciapassare) e corsi di assistenza ai clienti.